# Acrocercops eranista
Acrocercops eranista är en fjärilsart som beskrevs av Edward Meyrick 1918. Acrocercops eranista ingår i släktet Acrocercops och familjen styltmalar. Inga underarter finns listade i Catalogue of Life.